# ديبي واسرمان شولتز
ديبي واسرمان شولتز (بالإنجليزية: Debbie Wasserman Schultz) (ولدت في 27 سبتمبر 1966) هي سياسية أمريكية وعضوة في الحزب الديمقراطي عن المنطقة 23 في فلوريداورئيسة سابقة في اللجنة الوطنية الديمقراطية.
كانت واسرمان شولتز قد خدمت سابقا في مجلس النواب في فلوريدا ومجلس الشيوخ في ولاية فلوريدا، وكان الرئيس المشارك للحملة الوطنية  بسبب فشل هيلاري كلينتون للرئاسيات عام 2008. وهي أول كونجرس يهودية منتخبة من فلوريدا. تغطي حيها أجزاء من مقاطعتي بروارد (Broward) و ميامي-ديد (Miami-Dade) ، بما في ذلك فورت لاودردال Fort Lauderdale وميامي بيتش (Miami Beach) .
انتخبت واسرمان شولتز رئيسا للجنة الوطنية الديمقراطية في مايو 2011، ليحل محلها سيناتور فيرجينيا تيم كاين. في 24 يوليو 2016، أعلنت واشرمان شولتز استقالتها من منصبها بعد أن أصدرت ويكيليكس مجموعة من رسائل البريد الإلكتروني التي تم الاستيلاء عليها تشير إلى أن واسرمان شولتز وغيرهم من أعضاء فريق دنك أظهروا تحيزا ضد حملة الرئيس السناتور بيرني ساندرز لصالح حملة هيلاري كلينتون.  تم الانتهاء من استقالتها في 28 يوليو بعد المؤتمر الوطني الديمقراطي 2016.  Her resignation was . تم تعيينها بعد ذلك رئيسا فخريا لحملة كلينتون «برنامج الدولة الخمسين». ديبي واسرمان شولتز

## الحياة المهنية
في انتخابات ولاية فلوريدا التشريعية في عام 1988، أصبحت واسرمان شولتز مساعدا لبيتر ديوتسش في بداية مسيرتها التشريعية في ولاية فلوريدا. في عام 1992، نجحت ديوتسش في نجاح مجلس النواب الأمريكي في مقاطعة 20 في فلوريدا واقترحت على واسرمان شولتز أن تدير مقعده في مجلس النواب في فلوريدا. فازت واسرمان شولتز بنسبة 53 في المئة من الاصوات في الانتخابات الرئاسية الديموقراطية الستة. [14]فازت في الانتخابات العامة. في سن ال 26، أصبحت أصغر مشرعة في تاريخ الدولة. [10] [15]
عملت في ولاية فلوريدا في مجلس النواب لمدة ثماني سنوات، واضطر إلى ترك منصبها بسبب حدود ولاية الدولة. أصبحت مديرة مساعد للعلوم السياسية في كلية بروارد كوميونيتي، فضلا عن تخصصها في المناهج الدراسية في مجال السياسة العامة في جامعة نوفا الجنوبية الشرقية. مع تجربتها في فلوريدا هاوس، سعت بنجاح لمجلس ولاية فلوريدا مجلس الشيوخ في عام 2000. وقالت انها دعمت العديد من مشاريع القوانين بما في ذلك فلوريدا فلوريدا حمام سباحة السلامة قانون واحد إنشاء مجلس خدمات الأطفال في مقاطعة بروارد. حصلت على جائزة من نادي Save The Manatee (أنقذوا خرفان البحر) بسبب التزامها في الدورة التشريعية لعام 2002 بتكريس الحماية كعضو في مجلس شيوخ ولاية فلوريدا. 

## طرود متفجرة
في 25 أكتوبرأعلنت شرطة فلوريدا، أنها تحقق في العثور على «طرد مشبوه» قرب مكتبها جنوب المدينة على بعد نحو 30 كلم شمال ميامي. 